# ボマーン
ボマーンは、日本の漫画家。男性。三重県名張市出身、兵庫県神戸市在住。三重県立上野高等学校、神戸芸術工科大学卒業。学士（芸術工学）の学位を取得。

## 経歴・人物
2004年7月、『もえよん』（双葉社）掲載の「でゅあるてぃーちゃー」でデビュー。前年までゲーム制作会社に勤務、その頃より私人としてふたば☆ちゃんねるの「落書き板」や自身のホームページで少女を中心とする作品を発表していた。漫画では私人当時から商業活動に至るまで4コマ漫画を中心に活動している。
いわゆる「萌え」と呼ばれる表現の絵柄を得意としつつも、テンポの良さと切れ味の鋭いギャグセンスを兼ね備えた作風が特徴であり、ネタの傾向は正統派4コマ漫画の路線を踏襲している。私的な作品では少女の裸体が頻出する作品が多いが、商業連載作品はいずれもほのぼのした雰囲気の一般向けの一話完結型ギャグ漫画である。

## 略歴
- 2004年7月9日‐月刊『もえよん』（双葉社）創刊号より「でゅあるてぃーちゃー」連載開始（デビュー作品）。
- 2005年8月9日‐『もえよん』休刊に伴い、「でゅあるてぃーちゃー」完結。
- 2005年11月12日‐「でゅあるてぃーちゃー」単行本、双葉社「アクションコミックスもえよん」より発売。
- 2005年12月20日‐月刊『まんがタウンオリジナル』（双葉社）2006年1月号より「ほほかベーカリー」連載開始。
- 2006年8月20日‐『まんがタウンオリジナル』休刊。「ほほかベーカリー」連載中断。
- 2006年9月5日‐月刊『まんがタウン』（双葉社）10月号より「ほほかベーカリー」連載再開。
- 2006年9月7日‐月刊『まんがタイム』（芳文社）10月号より「ヒントでみんと!」連載開始。
- 2008年4月7日‐「ヒントでみんと!」単行本第1巻、芳文社「MANGA TIME COMICS」より発売。
- 2008年4月12日‐「ほほかベーカリー」単行本第1巻、双葉社「アクションコミックスまんがタウン」より発売。
- 2009年3月7日‐「ヒントでみんと!」完結。
- 2009年4月7日‐「ヒントでみんと!」単行本第2巻発売。
- 2009年10月10日‐「ほほかベーカリー」単行本第2巻発売。
- 2011年6月4日‐「ほほかベーカリー」完結。
- 2011年7月5日‐月刊『まんがタウン』8月号より「ケイくんとアヤメさんがルームシェア」連載開始。
- 2011年8月25日‐「蒸し暑いからぬぐー」単行本（1巻目）、エンターブレイン「マジキューコミックス」より発売。
- 2013年4月12日‐「ケイくんとアヤメさんがルームシェア」単行本第1巻、双葉社「アクションコミックスまんがタウン」より発売。
- 2014年3月24日‐「も〜っと!蒸し暑いからぬぐー」単行本（「ぬぐー」2巻目）、エンターブレイン「TECHGIAN STYLE」より発売。
- 2014年11月5日‐「ケイくんとアヤメさんがルームシェア」完結。
- 2014年12月27日‐「ケイくんとアヤメさんがルームシェア」単行本第2巻発売。
- 2017年2月28日-「悪のボスと猫。」単行本、双葉社「アクションコミックス」より発売。

## 作品リスト

### 商業誌連載作品
- でゅあるてぃーちゃー（2004年‐2005年、『もえよん』、双葉社）
- ほほかベーカリー（2006年‐2011年、『まんがタウンオリジナル』→『まんがタウン』、共に双葉社）
- ヒントでみんと!（2006年‐2009年、『まんがタイム』、『まんがタイムオリジナル』、共に芳文社）
- ケイくんとアヤメさんがルームシェア（2011年 - 2014年、『まんがタウン』、双葉社）
- 魔法少女は笑わない（2016年 - 2017年、『まんがタウン』にて不定期連載、双葉社）
- 悪のボスと猫。（『漫画アクション』2016年14号 - 2018年6号、『月刊アクション』2016年9月号 - 2018年4月号、2誌にて並行連載。ともに双葉社）
- パッとしない神戸を歩く（2019年 - 、『まんがタウン』、双葉社）
- まあみさんとレトロ遊び（2022年 - 2023年、『まんがタウン』、双葉社）

### 私的に公開された作品
- 蒸し暑いからぬぐー‐ふたば☆ちゃんねるの落書き板に連載という形で投稿されている成人向け4コマ漫画。気合い（?）での脱衣（着衣を破る）能力を持つ少女とその弟を軸に織り成されるコメディ。作者のサイトに保存されていた作品を単行本化。Webサイト上の閲覧は18禁とされているが、単行本は特に過激な表現を含む一部の作品を不掲載とする措置を講じた上で全年齢対象として販売されている。
- ボマ子さん‐公式サイトマスコットキャラクターを使った4コマ漫画。
- 悪のボスと猫。-pixivで発表しているストーリー形式の漫画。「猫を抱いた悪の組織の長」という類型を愛猫家という観点から発展させたパロディである。

## ボマねこ
ボマーンは自身のホームページにおけるプロフィールで「好きなもの」の1つとしてネコを挙げ、またいわゆる茶トラ模様のネコを実際に飼っていることを日記で公表している。こうしたことを反映してか、彼の漫画にはしばしばネコが登場するが、それらはいずれも長方形の枕の様な体型で短く尖った耳・手・足・（背面に）尻尾が生えており、二足歩行をし、点の様な目と「ω」の様な口だけの顔には表情がほとんど無い。これはボマーン独特の表現による猫であり、著者ホームページ（外部リンク節参照）では「ねこ」もしくは「ボマねこ」と呼ばれ、これを用いたGifアニメーションも公開されている。さらに、このキャラクターは2004年12月の冬コミや2005年2月のワンダーフェスティバルにて、著者とは別の個人サークルにより携帯電話用ストラップ（ボマねこストラップ）として販売され、著者ホームページでも紹介された他、『もえよん』2005年3月号の読者プレゼント懸賞品にもなった。